# Apokalipsa Ezdrasza
Apokalipsa Ezdrasza – jeden z wielu utworów apokryficznych związanych z postacią proroka Ezdrasza. Utwór, napisany w języku greckim, datuje się na IV wiek. Jest to najprawdopodobniej przeróbka wcześniejszego tekstu żydowskiego, jednak w zachowanym do dziś kształcie zawiera liczne elementy chrześcijańskie (jak postać Antychrysta czy wspomnienie rzezi niewiniątek). Utwór pisany jest słabym językiem, a tok narracji jest chaotyczny. Przypuszcza się, iż tekst ten był prawdopodobnie używany jako czytanie liturgiczne.
Treścią Apokalipsy Ezdrasza jest wędrówka proroka po zaświatach. Ezdrasz otrzymuje od Boga znaki zwiastujące koniec świata, następnie zstępuje do piekła, gdzie ogląda katusze grzeszników i spotyka Antychrysta. Stamtąd zostaje zabrany do nieba, gdzie spotyka starotestamentowych patriarchów i proroków oraz ewangelistów. W niebie Ezdrasz toczy z Bogiem spór w sprawie swojej śmierci, po czym odmawia modlitwę i umiera.